# Zuleikha Robinson

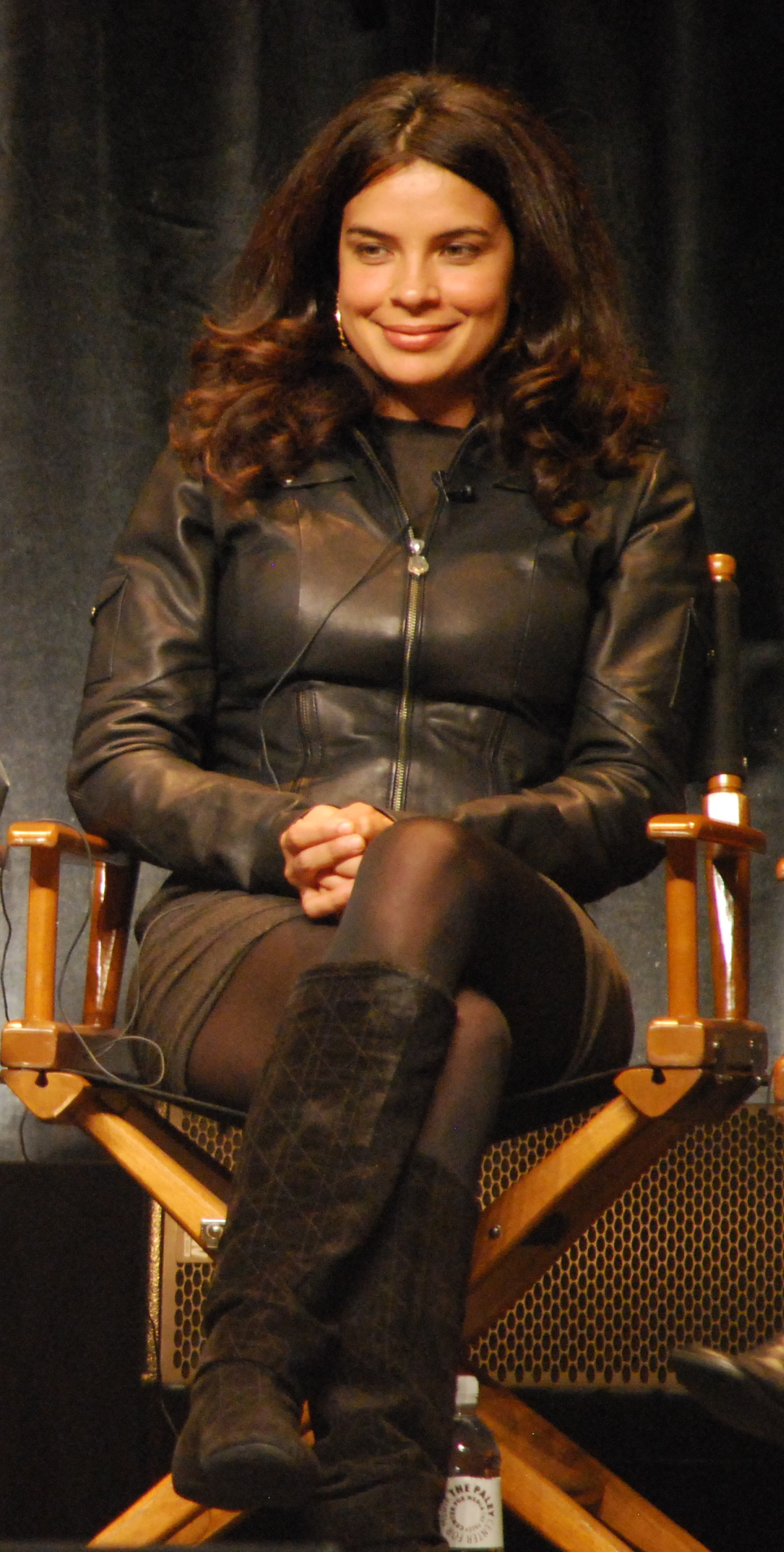
Zuleikha Robinson (2010)

Zuleikha Robinson (* 29. Juni 1977 in London, Großbritannien) ist eine britische Schauspielerin.

## Leben
Zuleikha Robinson wuchs in Thailand und Malaysia auf. In Los Angeles absolvierte sie die American Academy of Dramatic Arts. Robinson hat burmesische, indische, iranische, schottische und englische Vorfahren. Auf Persisch bedeutet ihr Name Zuleikha „Die Schöne“.
Ihre erste größere Rolle hatte Robinson 2001 im Akte-X-Spin-off Die einsamen Schützen; die Fernsehserie kam auf eine Staffel mit 13 Folgen in der sie als Yves Adele Harlow zu sehen war. Es folgten Auftritte in Filmen wie Slash – Es ist Erntezeit oder Hidalgo – 3000 Meilen zum Ruhm.
2007 spielte sie in der zweiten Staffel der Serie Rom mit und ergänzte das Ensemble mit der Rolle der Gaia, einer Sklavin und Gespielin von Titus Pullo (Ray Stevenson). In fünfter und sechster Staffel der Serie Lost verkörperte Robinson die Ilana Verdansky.
2012 war Robinson in der zweiten Staffel der preisgekrönten Serie Homeland als Journalistin und Terror-Kontaktfrau Roya Hammad zu sehen. In der kurzlebigen Fantasyserie Once Upon a Time in Wonderland, ein Spin-off von Once Upon a Time – Es war einmal …, trat sie in einer wiederkehrenden Rolle als Amara auf.

## Filmografie (Auswahl)
- 2000: Timecode (Timecode)
- 2001: Die einsamen Schützen (The Lone Gunmen, Fernsehserie, 13 Folgen)
- 2002: Akte X – Die unheimlichen Fälle des FBI (The X Files, Fernsehserie, Folge 9x15)
- 2002: Slash – Es ist Erntezeit (Slash)
- 2004: Hidalgo – 3000 Meilen zum Ruhm (Hidalgo)
- 2004: Der Kaufmann von Venedig (The Merchant of Venice)
- 2006: Namesake – Zwei Welten, eine Reise (The Namesake)
- 2006: Antonio Vivaldi
- 2007: Rom (Rome, Fernsehserie, 7 Folgen)
- 2008: New Amsterdam (Fernsehserie, 8 Folgen)
- 2009–2010: Lost (Fernsehserie, 24 Folgen)
- 2012: Homeland (Fernsehserie, 9 Folgen)
- 2013: The Mentalist (Fernsehserie, Folge 5x14)
- 2013: Covert Affairs (Fernsehserie, 4 Folgen)
- 2013–2014: Once Upon a Time in Wonderland (Fernsehserie, 4 Folgen)
- 2014: Intelligence (Fernsehserie, 3 Folgen)
- 2014: Kingdom (Fernsehserie, 3 Folgen)
- 2014: Katies Blog (Ask Me Anything)
- 2015: The Following (Fernsehserie, 15 Folgen)
- 2016: American Fable
- 2017: Still Star-Crossed (Fernsehserie, 7 Folgen)
- 2017: The Exorcist (Fernsehserie, 7 Folgen)
- 2019–2020: Law & Order: Special Victims Unit (Fernsehserie, 8 Folgen)
- 2021: Evil (Fernsehserie, 1 Folge)
- 2023: Tom Clancy’s Jack Ryan (Fernsehserie, 6 Folgen)